# وانتهت حراسته الآن
وانتهت حراسته الآن (بالإنجليزية: And Now His Watch Is Ended)‏ هي الحلقة الرابعة من الموسم الثالث من المسلسل الفانتازي صراع العروش، والمُقتبس من سلسلة روايات أغنية الجليد والنار للمؤلف جورج ر. ر. مارتن، وهي الحلقة رقم 24 من المسلسل ككل. عُرضت الحلقة لأول مرة في 21 أبريل 2013، على شبكة إتش بي أو المُنتجة للمسلسل، وكانت من كتابة ديفيد بينيوف، ودي. بي. وايس، ومن إخراج أليكس غريفز.

## ملخص الحلقة
بعدَ مُحاولة هروبٍ فاشلة يُدرِك (جايمي) أنّه لا شيء بدون يده اليُمنى التي يستخدِمُها للقِتال، وتحثّه (برين) على عدم الاستسلام وفقد الأمل. كما يُخبِر (فاريس) (تيريون) كيف أصبَح مخصيّاً وأنّه الآن لديه الساحر الذي خصاه. وما زال (بران) يرى الغراب ذي الثلاث عيون في منامه. وفي كوخ (كراستر) يقوم بتجويعِ حُرّاس الليل لدرجة أنّ أحدَهُم ماتَ جوعاً فيقتلون (كراستر) ويهرب (سام) مع (جيلي) وابنها. كما تُقاد (أريا) و(غيندري) للكهف السريّ للأخويّة وهُنك بطلُب (ساندور كليغان) مُحاكَمة عن طريق القِتال. وتجتمع (دينريس) مَع التاجِر لاستكما شِراء الجنود العَبيد، وحالما تكتمل الصفقَة تُخبِرهم أنّهم صاروا أحراراً ولهم الحريّة المُطلقة في القتال معها أو الرحيل، بالإضافة لكونِها تسترجِع تِنّينها الذي أراد التاجر أخذه.

## الإنتاج
سيناريو الحلقة كان من كتابة ديفيد بينيوف، ودي. بي. وايس، وأُختير أليكس غريفز لإخراجها. كانت أنيت هيلميك مديرةً لتصوير الحلقة، وكيتي وايلاند محررةً لها، أما موسيقى الحلقة التصويرية فكانت من تلحين رامين جوادي.

## نسب المشاهدة
| الموسم | الموسم | رقم الحلقة | رقم الحلقة | رقم الحلقة | رقم الحلقة | رقم الحلقة | رقم الحلقة | رقم الحلقة | رقم الحلقة | رقم الحلقة | رقم الحلقة | المتوسط |
| الموسم | الموسم | 1          | 2          | 3          | 4          | 5          | 6          | 7          | 8          | 9          | 10         | المتوسط |
| ------ | ------ | ---------- | ---------- | ---------- | ---------- | ---------- | ---------- | ---------- | ---------- | ---------- | ---------- | ------- |
|        | 1      | 2.22       | 2.20       | 2.44       | 2.45       | 2.58       | 2.44       | 2.40       | 2.72       | 2.66       | 3.04       | 2.52    |
|        | 2      | 3.86       | 3.76       | 3.77       | 3.65       | 3.90       | 3.88       | 3.69       | 3.86       | 3.38       | 4.20       | 3.80    |
|        | 3      | 4.37       | 4.27       | 4.72       | 4.87       | 5.35       | 5.50       | 4.84       | 5.13       | 5.22       | 5.39       | 4.97    |
|        | 4      | 6.64       | 6.31       | 6.59       | 6.95       | 7.16       | 6.40       | 7.20       | 7.17       | 6.95       | 7.09       | 6.84    |
|        | 5      | 8.00       | 6.81       | 6.71       | 6.82       | 6.56       | 6.24       | 5.40       | 7.01       | 7.14       | 8.11       | 6.88    |
|        | 6      | 7.94       | 7.29       | 7.28       | 7.82       | 7.89       | 6.71       | 7.80       | 7.60       | 7.66       | 8.89       | 7.69    |
|        | 7      | 10.11      | 9.27       | 9.25       | 10.17      | 10.72      | 10.24      | 12.07      | غ/م        | غ/م        | غ/م        | 10.26   |
|        | 8      | 11.76      | 10.29      | 12.02      | 11.80      | 12.48      | 13.61      | غ/م        | غ/م        | غ/م        | غ/م        | 11.99   |

## وصلات خارجية
- وانتهت حراسته الآن على موقع IMDb (الإنجليزية)
- وانتهت حراسته الآن على موقع ميتاكريتيك (الإنجليزية)
- وانتهت حراسته الآن على موقع روتن توميتوز (الإنجليزية)
- وانتهت حراسته الآن على موقع أول موفي (الإنجليزية)